# Rybí přechod
Rybí přechod je umělá stavba na vodním toku, která má za úkol zajistit rybám jejich přirozený pohyb při migraci. Přechody se staví jako součást jiných vodních děl na toku (jezy, malé vodní elektrárny, plavební komory), které by samy o sobě tok přehradily bez možnosti průchodu ryb. Rybí přechody se umisťují buď přímo na vodním toku nebo vedle něj. Základními částmi rybího přechodu jsou: vábicí zařízení, vstup rybího přechodu, sběrné kanály, výstup rybího přechodu a odpuzovací zařízení. Hlavním důvodem výstavby přechodů je zachování života v řekách a jeho co možná největší diverzita.
Jako základní požadavek pro návrh přechodu je nutno znát skladbu ryb, které žijí v konkrétní řece. Musíme také znát zákonitosti jejich migrací a nároky na průchodnost toku. Návrh se proto přizpůsobuje hydrologickým podmínkám, které jednotlivé ryby potřebují (výška hladiny, rychlost proudění, sklon).
Rozdíl hladin představuje překážku. Aby ji ryba, která plave proti proudu, v pořádku překonala, je nutno ji k přechodu nasměrovat. K tomu se používá tzv. vábicí proud, který z přechodu vytéká. Aby ho ryba postřehla a plula v něm co nejdříve, je potřeba, aby do dolní vody pronikal co nejdál. Hladina vody v přechodu musí celoročně dosahovat určitou minimální výšku, kterou ryby potřebují. Výstup z přechodu do horní vody nesmí být nijak blokován (např. česlemi či mřížemi), aby ryby nebyly dezorientovány a mohly pokračovat v cestě.

## Rybí přechody v Česku
První písemná zmínka o rybích přechodech je ze 17. století z Francie, kde byly použity otepi větví pro vytvoření stupňů ve strmém korytě. Na našem území byl vybudován A. Fričem dne 26.4.1885 rybovod na jezu v Terezíně, díky němuž se obnovil tah lososů v Ohři. Další rybovody vznikaly na Ohři a na Labi koncem 19. a počátkem 20. století. Po roce 1990 se začaly rybí přechody budovat i v Česku, při rekonstrukcích a modernizacích stávajících jezů je to již pravidlem. Na velkých českých řekách bylo postaveno přes 2000 jezů a hrází, rybí přechod je součástí jen zhruba 50 z nich.

## Galerie

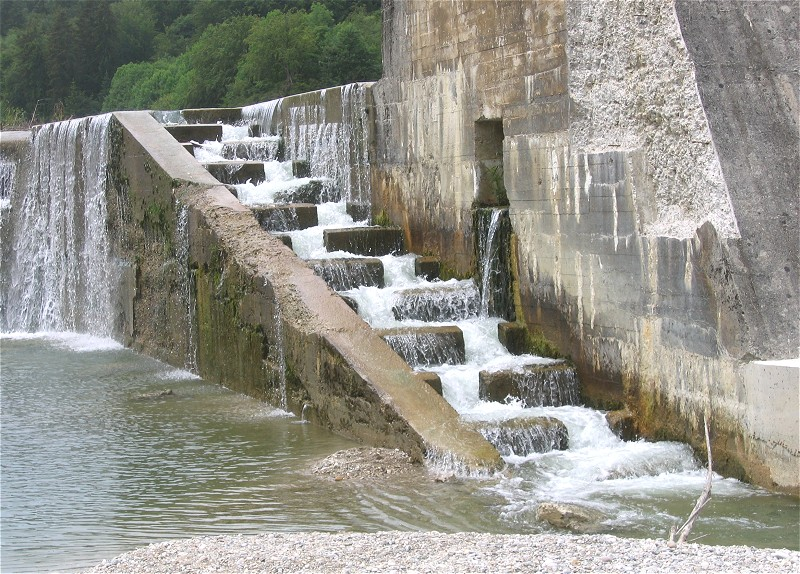
Rybí přechod na řece Isar v Německu.
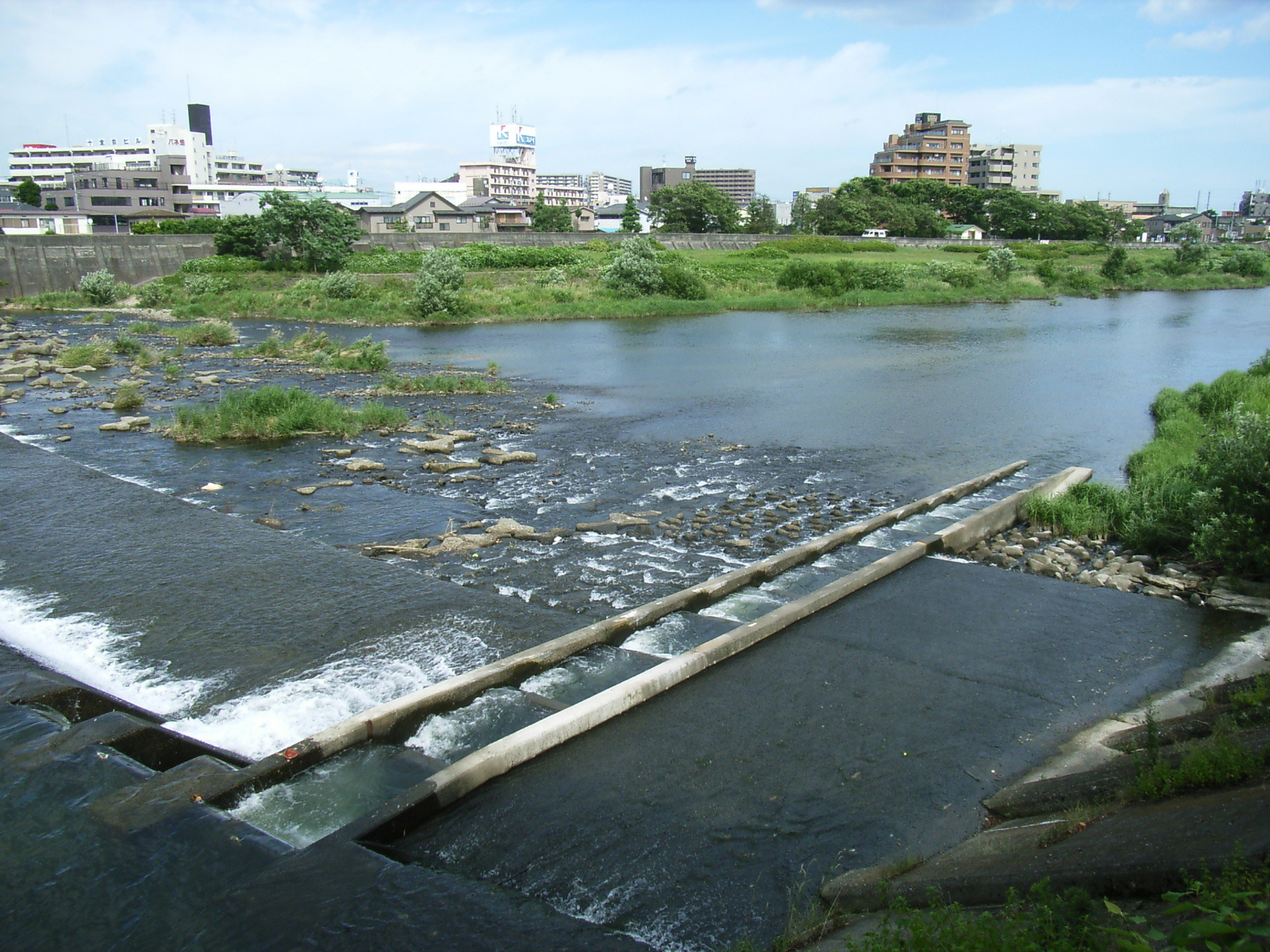
Rybí přechod na řece Koriama v Japonsku.
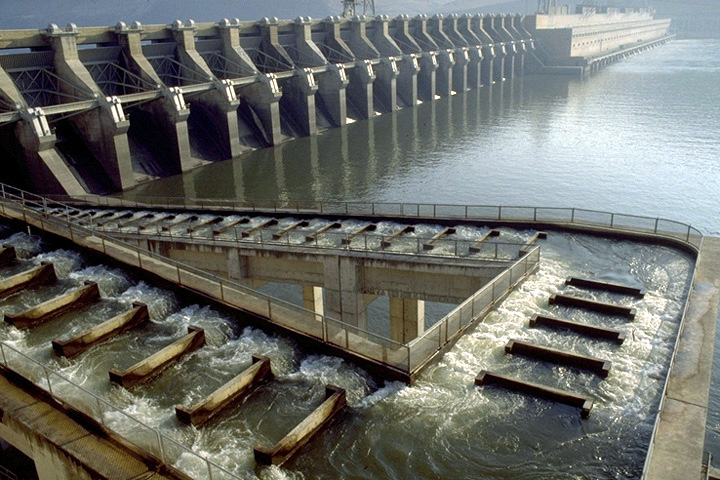
Rybí přechod na řece Columbia při přehradě John Day Dam v USA.
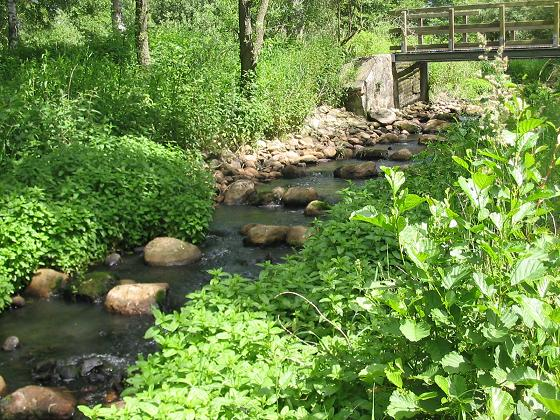
Tůňový rybí přechod.
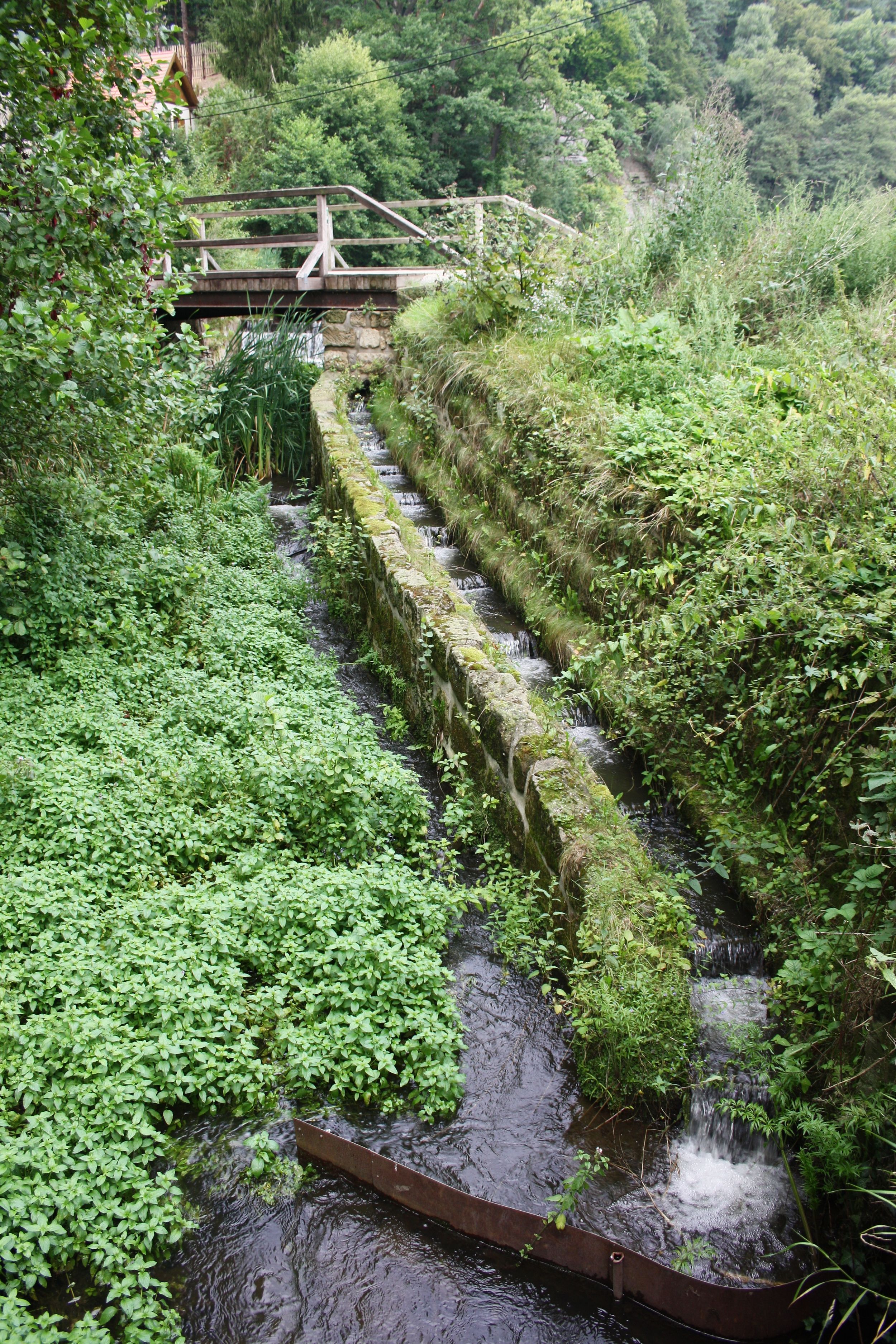
Rybí přechod na říčce Pšovka, pod rybníkem Harasov